# Wiejska Kawa
Wiejska Kawa – popularna elegancka kawiarnia podmiejska, w budynku z 1782 o charakterze pałacu wiejskiego. Znajdowała się u zbiegu ulicy Wiejskiej i obecnej Górnośląskiej w Warszawie.
Była to pierwsza warszawska kawiarnia znajdująca się w ogrodzie.